# Straussiella purpurea
Straussiella purpurea är en korsblommig växtart som först beskrevs av Aleksandr Andrejevitj Bunge och Pierre Edmond Boissier, och fick sitt nu gällande namn av Heinrich Carl Haussknecht. Straussiella purpurea ingår i släktet Straussiella och familjen korsblommiga växter. Inga underarter finns listade i Catalogue of Life.